# Swaya (Rungwe)
Swaya ist ein Verwaltungsbezirk (Ward) des Distrikts Rungwe in der tansanischen Region Mbeya.

## Geografie
Swaya liegt im Südwesten von Tansania in der Hochlandzone des Distrikts, in den Ausläufern der Poroto-Berge. Das Klima ist kühl, es regnet zwischen 1500 und 2700 Millimeter im Jahr. Die Fläche des Bezirks umfasst 102,9 Quadratkilometer und bei der Volkszählung 2022 lebten hier 8811 Menschen in 2299 Haushalten.

## Geschichte
Bei der Volkszählung 2002 war der Bezirk noch Teil von Kinyala. Von 7555 Einwohnern im Jahr 2012 stieg die Bevölkerungszahl auf 8811 bei der Zählung 2022.

## Gliederung
Der Bezirk besteht aus vier Gemeinden (Mtaa) mit 16 Orten (Kitongoji):

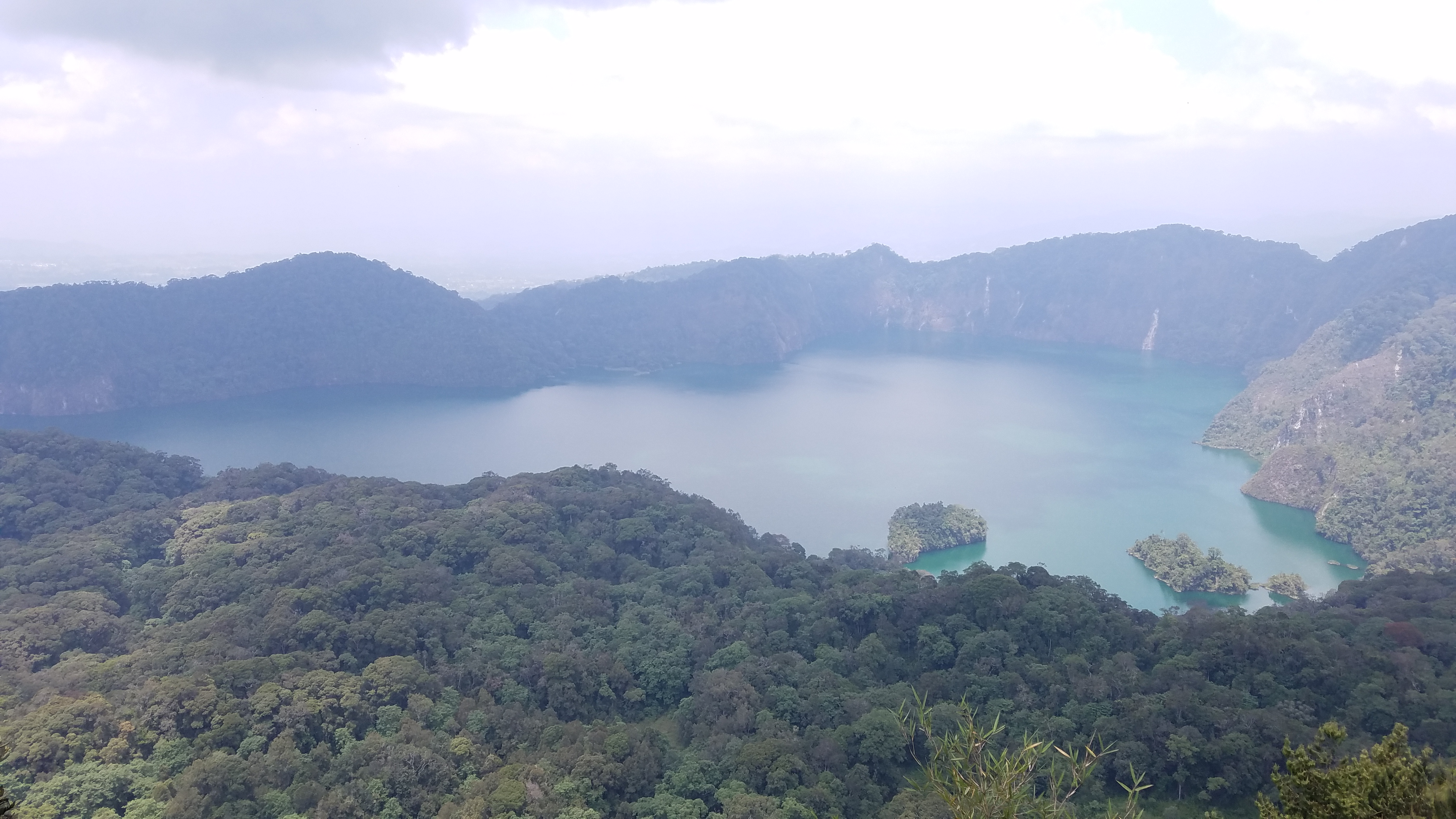
Kratersee Ngosi

| Isebelo - Ipandanye - Nyayola - Nyasanga - Itende | Swaya - Mbegele - Itala - Ipogolo - Magoma | Ishinga - Iduda - Ivanga - Ishinga - Mbinza | Malangali - Tanga - Nyasele - Nsita - Takanyambi |

## Wirtschaft und Infrastruktur
- Landwirtschaft: Hauptsächlich angebaut werden Kartoffeln, Pyrethrum, Mais, Bohnen, Pflaumen, Pfirsiche und Gemüse.[3] Die wichtigsten Nutztiere sind Hühner, es werden aber auch Rinder und Schweine gehalten.[8]
- Bildung: Die Ziwa Ngosi Secondary School ist eine staatliche Tagesschule mit einer Ausbildung bis zur 4. Stufe.[9]
- Gesundheit: In Swaya befinden sich ein Gesundheitszentrum[10] und zwei Apotheken.[11][12]
- Sehenswürdigkeit: Vom 2600 Meter hohen Ngozi sieht man den 2,5 km langen und 1,5 km breiten Kratersee.[13]